# Progression (Sprachunterricht)
Unter Progression wird in der Didaktik und Methodik des gesteuerten Fremdsprachenerwerbs (des institutionalisierten Fremdsprachenunterrichts) die Anordnung des Lern- und Lehrstoffes im Lern-, Lehr- und Übungsmaterial oft nach Menge und in einer Abfolge verstanden, die sich an den Lernzielen, den Lernenden, der zur Verfügung stehenden Unterrichtszeit, dem Lernort u. a. ausrichten sollte. Die Anordnung des Stoffes bezieht sich meist auf Systemeigenschaften der Morphologie, Syntax und der Phonologie. Ziel der Progression ist die Entwicklung eines Automatismus in Aufnahme, Verstehen und Gebrauch des Lernstoffes.

## Progression im Spracherwerb
Im ungesteuerten Fremdsprachenerwerb wird sich Progression im Spracherwerb, Verstehen und Gebrauch pragmatisch vollziehen und damit nach anderen Kriterien als im gesteuerten Spracherwerb verlaufen.
Für Lernende bedeutet Progression den Zuwachs an Sprachbeherrschung, die sich darin zeigt, dass das angebotene Sprachmaterial selbstständig und kreativ zu sinnvollen eigenen Äußerungen und nicht mehr nur reproduktiv verwendet wird.
Als Progression wurde und wird u. a. das Fortschreiten vom Leichten zum Schwereren, vom Bekannten zum Unbekannten in Inhalt, Themen, Problemen und sprachlichen Phänomenen und den sich daraus entwickelnden oder zugehörigen weiteren Lerngegenständen gesehen.
Progression sollte jedoch nicht zu eng gehandhabt werden, da sonst sprachliche Kombinations- und Assoziationsfähigkeit und Fantasie zu wenig gefordert und gefördert werden und darunter die produktive Sprachverwendung leidet.

## Progression in Lehrwerken
Für und in Lehrwerken wird immer wieder auf eine vorhandene Progression verwiesen (meist ist dabei nur eine grammatische Progression – Morphologie und Syntax betreffend – gemeint), jedoch nicht deutlich gemacht, wie sie sich manifestiert. Dies ist wohl auch darum so schwierig, weil in den dort genannten Teilbereichen der Grammatik nicht immer eine Systematik besteht, die Progression möglich macht. Auch wird selten bedacht, dass es nicht nur eine Art der Progression gibt, sondern verschiedenen Arten, die sich kaum oder nur schwer trennen lassen bzw. immer wieder gemischt auftreten werden.
Es kann gesprochen werden von

lernpsychologischer Progression: das Fortschreiten vom Bekannten zum Unbekannten, vom Leichten zum Schwierigen und bestimmter Vernetzung der Lernelemente im Gehirn des Lernenden, wie sie neuere Erkenntnisse der Neurophysiologie und Neurolinguistik nachweisen;
linguistischer Progression: auf grammatischer Ebene, also
morphologisch-syntaktischer Art wie z. B. die Reihenfolge der Einführung/Behandlung von Tempora: Präsens vor Perfekt (und dessen Bildung) und des Perfekts vor dem Präteritum (in „normalen“ Kursen) oder des Perfekts sogar vor dem Präsens (in Kursen mit dem vorwiegenden Lernziel mündlicher Kommunikation) oder z. B. die Verbindung des
parallelen Erwerbs bestimmter präpositionaler Nominalphrasen und jener Gliedsätze, die den gleichen Sachverhalt wiedergeben (wegen – weil, trotz – obwohl)
oder lexikalisch-semantischer Art, bei der die Auswahl der zu vermittelnden Lexik unter Bezug auf die Lernenden und deren Lernziele keine Rolle spielt, die unterschätzt werden darf (alltagssprachliche und/oder – zusätzlich – berufs-/fachsprachliche Orientierung). Außerdem ist das Verhältnis der voneinander verschiedenen Wörter zur Gesamtzahl der Wörter (Wortdichte) wie auch das Verhältnis der neuen Wörter zu den bereits bekannten (Steilheitsgrad) nicht unerheblich. Auch ausgangssprachliche Faktoren sind zu berücksichtigen, z. B. Bedeutungsvielfalt gegen Bedeutungseinschränkung in der einen oder anderen Sprache oder Bedeutungsunterschiede bei fast gleichem äußeren Erscheinungsbild („false friends“).
Weiterhin gehören unter Einschluss der Morphologie auch Fragen der Wortbildung (z. B. Ableitung von Verb zu/von Nomen zu/von Adjektiv; Prä- und Suffixe) und deren Integration in den Ablauf der Wortschatzvermittlung hierher.
Kommunikative Progression kann sich in verschiedene Richtungen orientieren. Ihr Ausgangspunkt sind Situations- und Handlungsbezogenheit und die sich daraus ergebenden Sprechakte. Dies führt zu pragmatischen Fragestellungen und Lösungen für das Lernangebot, die sich nicht mit einer grammatischen Progression decken werden. So kann u. U. zunächst der Fragesatz behandelt werden, dem der entsprechende Aussagesatz folgt, dem wiederum sofort die Negation (mit ihren verschiedenen Möglichkeiten) zugesellt wird. Daraus erweist sich sofort ein Eingehen auf die Wortstellung (also die Syntax) als notwendig.
Auch die Orientierung an Sprechintentionen und ihren verschiedenen sprachlichen Realisierungen – z. B. bitten um etwas mit: Imperativ (Gib …), „höflichem Imperativ“ (Bitte gib mir …), Fragesatz (Gibst du … /Kannst du mir … geben?), Modalsatz (Ich möchte gern … haben) oder entsprechenden Umschreibungen (wie: Wäre es möglich, …? usw.) – führt von einer strengen grammatischen Progression weg hin zu einer pragmatischen (und stilistischen) mit zyklischer Wiederaufnahme der entsprechenden Probleme und Phänomene.
Auch sind hier thematisch-inhaltliche Bezüge (etwa: Begrüßung – Vorstellung und die sich daraus ergebenden weiteren kommunikativen Verhaltensweisen), die mit linguistischer Progression verbunden sind, von Bedeutung. Zu beachten ist aber immer, dass jede kommunikative Progression nur auf solider linguistischer Grundlage möglich ist, d. h., Kommunikation ohne Grammatik bleibt fragmentarisch und fragwürdig.
Textsortenbezogene Progression wird für den Fremdsprachenunterricht allgemein und auch für DaF noch weitgehend vernachlässigt, obwohl sich hier viele rezeptive wie produktive Möglichkeiten für den Fremdsprachenunterricht bieten. Im Bereich der Rezeption ist an Hörverstehen und an das in dieser Hinsicht vernachlässigte Seh-Hör-Verstehen (Film, Video) und Leseverstehen, hier besonders an Lesekurse, und die Progression der Vermittlung der für beide Bereiche notwendigen Techniken zu denken. Auch für die Textproduktion, mündlich wie schriftlich, ist textsortenbezogene Progression ein Weg, der viele Möglichkeiten bietet, so z. B. die Umwandlung einer kurzen Nachricht in ein Protokoll, einen Bericht, einen Brief oder gar eine Erzählung. Natürlich geht dies nicht, ohne linguistische Grundlagen zu berücksichtigen und eine entsprechende Übungs- und Aufgabentypologie einzusetzen.
In allen Bereichen kommt der übungs-/aufgabentypologischen Progression ein besonderer Stellenwert zu: Übungen und Aufgaben werden in ihrer Art, ihrem Aufbau und ihrem Schwierigkeitsgrad durch das angestrebte Lernziel, den erreichten und zu erreichenden Sprachstand, die Arbeits- und Lernfähigkeit der Lernenden usw. bestimmt. Übungen zur Festigung und der eng gelenkten Anwendung (meist als Transfer bezeichnet) sollten sich an den Interessen der Lernenden orientieren und damit motivierend wirken, sie sind aber anders gestaltet als Aufgaben zur freien Anwendung. Die freie Anwendung ist inhaltsorientiert unter selbstständiger Verwendung bisher gelernter Sprachmittel. Daher werden Übungen und Aufgaben für die sprachliche Selbständigkeit eher inhaltliche Impulse geben und Lernenden mehr Raum zur kreativen Sprachanwendung lassen.
Landeskundliche Progression führt von den für das Alltagsleben wichtigen Verhaltensweisen, Gestik, Mimik, Institutionen usw. weiter – ggf. gebunden an textsortenbezogene Progression – zu besserem Verstehen und Verständnis des jeweiligen deutschsprachigen Ziellandes und der Möglichkeit interkulturellen Vergleichs und Miteinanders.

## Bibliographie
- Wolfgang Butzkamm: Unterrichtsmethodische Problembereiche. In: Karl-Richard Bausch et al. (Hrsg.): Handbuch Fremdsprachenunterricht. 3. überarbeitete und erweiterte Auflage. Tübingen/Basel 1995, S. 188–194.
- Alexis Feldmeier: Buchstabenprogression in der Alphabetisierung ausländischer Erwachsener. In: Deutsch als Zweitsprache. Nr. 1, 2003, S. 26–32.
- J. A. Comenius: Große Didaktik. Übersetzt und herausgegeben von Andreas Flitner, mit einem Nachwort von Klaus Schaller. Hrsg.: Andreas Flitner. Stuttgart 1992.
- Albert-Reiner Glaab: Literaturdidaktik und literarisches Curriculum. In: Karl-Richard Bausch et al. (Hrsg.): Handbuch Fremdsprachenunterricht. 3., überarbeitete und erweiterte Auflage. Tübingen/Basel 1995, S. 149–156.
- Ian Laine: Progressing through the attainment targets. CILT, London 1992 (englisch).
- Diethard Lübke: Grammatische Übungsprogression. In: Der fremdsprachliche Unterricht. Nr. 29, 1995, S. 22–24.
- U. Nebe: Zur Progression von allgemeinsprachlichen Lesetexten im studienvorbereitenden Unterricht Deutsch als Fremdsprache. Frankfurt 1991.
- Dietmar Rösler: Deutsch als Fremdsprache. Stuttgart/Weimar 1994, S. 93–97.
- Dietmar Rösler: Universitärer Anfängerunterricht außerhalb des deutschsprachigen Raums. In: Deutsch als Fremdsprache. Nr. 36, 1999, S. 17–25.
- G. Zimmermann: Das sprachliche Curriculum. In: Karl-Richard Bausch et al. (Hrsg.): Handbuch Fremdsprachenunterricht. 3., überarbeitete und erweiterte Auflage. Tübingen/Basel 1995, S. 135–142.